# Drosophila craddockae
Drosophila craddockae är en tvåvingeart som beskrevs av Kenneth Y. Kaneshiro och Kambysellis 1999. Drosophila craddockae ingår i släktet Drosophila och familjen daggflugor.
Artens utbredningsområde är Hawaii.